# 2023年の労働界
2023年の労働界（2023ねんのろうどうかい）では、2023年（令和5年）の労働運動、労働環境、雇用、賃金など労働分野に関する出来事について記述する。

## できごと

### 1月
- 1月12日 - 全日本自動車産業労働組合総連合会（JAW）が2023年春闘の統一要求として基本給を底上げするベースアップは掲げず、企業内最低賃金を昨年から5000円以上引き上げる方針を決定した[1]。